# Papa Conone
Conone (Tracia, 630 – Roma, 21 settembre 687) è stato l'83º papa della Chiesa cattolica dal 21 ottobre 686 fino alla sua morte.

## Biografia
Nativo della Tracia e allevato in Sicilia, venne scelto come candidato di compromesso a causa del conflitto esistente tra due fazioni romane: quella della milizia, che sosteneva il presbitero Teodoro, e quella del clero, che parteggiava per l'arciprete Pietro. La milizia arrivò ad occupare il Palazzo del Laterano, ma per evitare scontri furono aperte trattative. Il partito clericale rinunciò al suo candidato e propose il presbitero Conone, che fu accettato dalla fazione avversa. La consacrazione avvenne il 21 ottobre 686.
Si trattava evidentemente di una scelta di compromesso, utile per prendere tempo; Conone era infatti molto anziano e malato, e nell'attesa che morisse già l'arcidiacono Pasquale brigava presso l'esarca Giovanni II Platino per ottenere la successiva elezione pontificale, dietro compenso di cento libbre d'oro.
Durante il suo breve pontificato ricevette, dall'imperatore Giustiniano II una lettera, in realtà indirizzata al predecessore papa Giovanni V, in cui, pur rivolgendosi al pontefice con l'appellativo di universalis papa, comunicava che gli atti del sesto concilio ecumenico di Costantinopoli del 680 erano conservati nel suo palazzo: l'imperatore si considerava, dunque, consegnatario e responsabile di atti che avrebbero più opportunamente dovuto essere consegnati alla Chiesa di Roma.
Conone morì il 21 settembre 687 e venne sepolto in San Pietro.